# Hancock County (Georgia)
Das Hancock County ist ein County im Bundesstaat Georgia der Vereinigten Staaten. Der Verwaltungssitz (County Seat) ist Sparta, das ehemals von griechischen Einwanderern Greek City genannt wurde.

## Geographie
Das County liegt im mittleren Nordosten von Georgia und ist im Nordosten etwa 80 km von South Carolina entfernt. Es hat eine Fläche von 1240 Quadratkilometern, wovon 14 Quadratkilometer Wasserfläche sind und grenzt im Uhrzeigersinn an folgende Countys: Taliaferro County, Warren County, Glascock County, Washington County, Baldwin County, Putnam County und Greene County.

## Geschichte
Hancock County wurde am 17. Dezember 1793 als 15. County von Georgia aus Teilen des Greene County und des Washington County gebildet. Benannt wurde es nach John Hancock, dem ersten Unterzeichner der Unabhängigkeitserklärung Georgias.

## Demografische Daten
Laut der Volkszählung von 2010 verteilten sich die damaligen 9429 Einwohner auf 5360 bewohnte Haushalte, was einen Schnitt von 2,38 Personen pro Haushalt ergibt. Insgesamt bestehen 3341 Haushalte.
65,3 % der Haushalte waren Familienhaushalte (bestehend aus verheirateten Paaren mit oder ohne Nachkommen bzw. einem Elternteil mit Nachkomme) mit einer durchschnittlichen Größe von 2,98 Personen. In 28,1 % aller Haushalte lebten Kinder unter 18 Jahren sowie in 32,7 % aller Haushalte Personen mit mindestens 65 Jahren.
20,7 % der Bevölkerung waren jünger als 20 Jahre, 25,4 % waren 20 bis 39 Jahre alt, 31,1 % waren 40 bis 59 Jahre alt und 22,7 % waren mindestens 60 Jahre alt. Das mittlere Alter betrug 43 Jahre. 54,0 % der Bevölkerung waren männlich und 46,0 % weiblich.
24,4 % der Bevölkerung bezeichneten sich als Weiße, 74,1 % als Afroamerikaner, 0,4 % als Indianer und 0,5 % als Asian Americans. 0,1 % gaben die Angehörigkeit zu einer anderen Ethnie und 0,6 % zu mehreren Ethnien an. 1,5 % der Bevölkerung bestand aus Hispanics oder Latinos.
Das durchschnittliche Jahreseinkommen pro Haushalt lag bei 24.552 USD, dabei lebten 32,6 % der Bevölkerung unter der Armutsgrenze.

## Kultur und Sehenswürdigkeiten

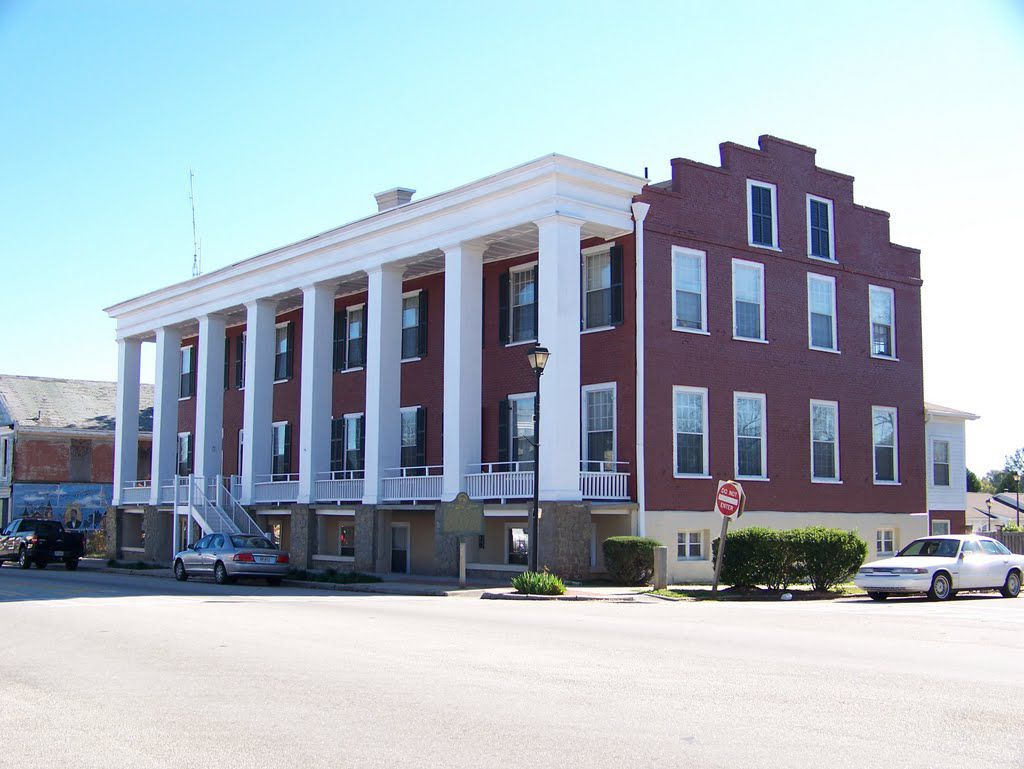
Old Eagle Tavern im Sparta Historic District (2021). Dieser historische, 20 Hektar große Bezirk enthält 26 zur Schutzwürdigkeit beitragende Gebäude (Contributing Property), darunter das Courthouse und das ehemalige Countygefängnis. Das älteste Bauwerk ist das auf das Jahr 1797 zurückgehende Rossiter-Little House. Im April 1974 wurde der Sparta Historic District als zweites Objekt im County in das NRHP eingetragen.

Zwölf Bauwerke, Stätten und Historic Districts („historische Bezirke“) im Hancock County sind im National Register of Historic Places („Nationales Verzeichnis historischer Orte“; NRHP) eingetragen (Stand 9. Januar 2024), darunter mehrere Plantagen, ein Friedhof und der historische Ortskern von Sparta.

## Orte im Hancock County
Orte im Hancock County mit Einwohnerzahlen der Volkszählung von 2010:
City:
- Sparta (County Seat) – 1522 Einwohner